# Шевченко Федір Гаврилович
Федір Гаврилович Шевченко (1913 — ?) — український радянський діяч, 1-й секретар Гощанського райкому КПУ Рівненської області. Депутат Верховної Ради УРСР 4-го скликання.

## Біографія
Член ВКП(б) з 1939 року.
До 1942 року — голова виконавчого комітету Дворічанської районної ради депутатів трудящих Харківської області.
З 1944 до жовтня 1946 року — 1-й секретар Клеванського районного комітету КП(б)У Рівненської області.
З 1950-х до 1960-х років — 1-й секретар Гощанського районного комітету КПУ Рівненської області.

## Нагороди
- орден Леніна (26.02.1958)
- орден Вітчизняної війни ІІ ст. (1.02.1945)
- медалі